# P/1937 D1 Wilk
P/1937 D1 Wilk è una cometa periodica appartenente alla Famiglia delle comete halleidi. La cometa è considerata, a causa del suo relativamente piccolo arco osservativo, sia come una cometa perduta, sia come una cometa non periodica sia come una cometa periodica, quest'ultima definizione è considerata più probabile delle altre, un suo eventuale nuovo passaggio al perielio permetterebbe di stabilire definitivamente il tipo di orbita seguita dalla cometa.

## Scoperta
La cometa è stata scoperta il 27 febbraio 1937 dall'astronomo polacco Antoni Wilk: per un certo periodo subito dopo la scoperta, poiché l'astrofilo statunitense Leslie Copus Peltier aveva osservato la cometa poche ore dopo la scoperta di Wilk, la cometa è stata chiamata 1937c Wilk-Peltier, in seguito l'osservazione di Peltier è stata considerata una scoperta indipendente e quindi alla cometa è stato dato il solo nome di Wilk.